# Пьетрапорцио

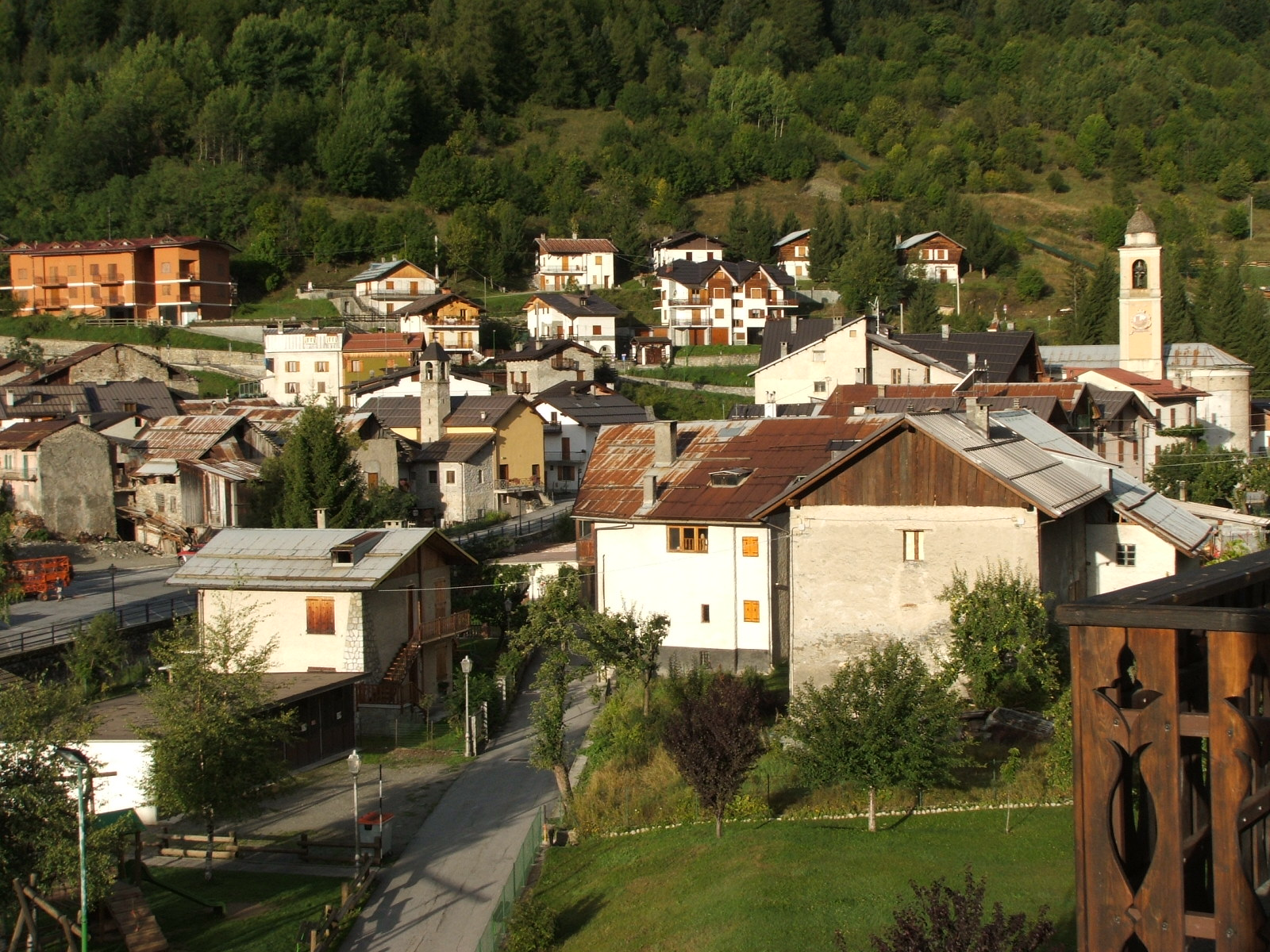
Вид на город

Пьетрапо́рцио (итал. Pietraporzio) — коммуна провинции Кунео с населением 115 жителей (2001 год).
Покровителями города почитаются Пресвятая Богородица и святой Стефан Первомученик, празднование 3 августа. Праздник города также 7 апреля.

## Достопримечательности
1. Колокольня «Катре Лоупес»
2. Церковь Святого Стефана
3. Церковь Успения Пресвятой Богородицы

## Экономика
Развито сельское хозяйство, в особенности разведение овец. А также туристский и гостиничный бизнес.